# Grijpstra en De Gier (soundtrack)
Grijpstra en De Gier is de originele soundtrack, gecomponeerd en gearrangeerd door Rogier van Otterloo voor de film Grijpstra en De Gier uit 1979 van Wim Verstappen. Het album werd uitgebracht in 1979 door CBS Records.
De muziek werd opgenomen in de CTS Studios in Londen. De muziek werd ook opgenomen en gemixt in de Fendal Soundstudio's in Loenen aan de Vecht en gemixt in de Dureco Studio in Weesp. De muziek werd opgenomen door geluidstechnicus Dick Bakker, Dick Lewzey en Jan Audier. Enkele albumnotities werden toegeschreven aan Rob Houwer.

## Tracklijst
| 1.                 | Een lijk in de Haarlemmer Houttuinen | 1:00 |
| 2.                 | Grijpstra & de Gier                  | 4:13 |
| 3.                 | Lijden is een illusie                | 0:30 |
| 4.                 | Palfium                              | 4:39 |
| 5.                 | Morgen is het geld in Parijs         | 0:28 |
| 6.                 | Twee lijken op een dag is te veel    | 4:30 |
| 7.                 | Ik word Habber Doedas                | 0:27 |
| 8.                 | Een vaatje met hash                  | 1:24 |
| 9.                 | Je hebt patsers en je hebt sukkels   | 3:43 |
| 10.                | Illusie is onzin                     | 4:36 |
| 11.                | De inbraak                           | 0:55 |
| 12.                | Wanneer slaap je eigenlijk Cardozo   | 4:10 |
| 13.                | We komen hier niet als vrienden      | 0:58 |
| 14.                | Twee hartverwarmende smerissen       | 2:29 |
| 15.                | Grijpstra & de Gier                  | 2:07 |
| Totale duur: 36:09 |                                      |      |

## Personeel
- Eef Albers – elektrische gitaar
- Louis Debij – drums
- Rob Franken – elektrische piano
- Frank Noya – basgitaar, contrabas
- Ferdinand Povel – tenorsaxofoon
- Ack van Rooyen – bugel